# Wolcott (Nova York)
Wolcott és una població dels Estats Units a l'estat de Nova York. Segons el cens del 2000 tenia 1.712 habitants.

## Demografia
Segons el cens del 2000, Wolcott tenia 1.712 habitants, 715 habitatges, i 421 famílies. La densitat de població era de 339 habitants per km².
Dels 715 habitatges en un 31,6% hi vivien nens de menys de 18 anys, en un 39,6% hi vivien parelles casades, en un 13,7% dones solteres, i en un 41,1% no eren unitats familiars. En el 34,1% dels habitatges hi vivien persones soles el 17,2% de les quals corresponia a persones de 65 anys o més que vivien soles. El nombre mitjà de persones vivint en cada habitatge era de 2,38 i el nombre mitjà de persones que vivien en cada família era de 3,03.
Per edats la població es repartia de la següent manera: un 27,7% tenia menys de 18 anys, un 7,7% entre 18 i 24, un 28,4% entre 25 i 44, un 20,8% de 45 a 60 i un 15,4% 65 anys o més.
L'edat mediana era de 36 anys. Per cada 100 dones de 18 o més anys hi havia 82,7 homes.
La renda mediana per habitatge era de 28.056 $ i la renda mediana per família de 36.705 $. Els homes tenien una renda mediana de 31.071 $ mentre que les dones 23.417 $. La renda per capita de la població era de 15.577 $. Entorn del 12,4% de les famílies i el 18,3% de la població estaven per davall del llindar de pobresa.